# AEG J.I
O AEG J.I foi uma aeronave biplano de ataque ao solo do Império Alemão usada durante a Primeira Guerra Mundial, foi um desenvolvimento mais blindado e melhorado do AEG C.IV de reconhecimento. Ele pecorre 150 Km/h

## Design e desenvolvimento
O J.I dispunha de proteção blindada para o piloto e um motor mais potente. Duas metralhadoras LMG08/15 foram montadas no piso do cockpit do observador para alvos em solo. Uma outra metralhadora de 7.92 mm Parabellum MG 14 foi montada na posição tradicional para disparos defensivos no cockpit traseiro. E por último adicionaram placas de blindagem nos cockpits.
A aeronave foi implementada com ailerons nas asas inferiores em adição com as superiores, com esta modificação recebeu a designação J.Ia.
Uma variante melhorada foi criada, recebendo a denominação de J.II, com fuselagem traseira estendida, aerodinâmica dos ailerons revisada, re-alocação dos montantes dos ailerons.
Após a guerra, vários J.II serviram o primeiro serviço de passageiros diário do mundo, com o trajeto de Berlim até Weimar, operado pela empresa Deutsche Luft-Reederei. Esta rota iniciou-se em 5 de fevereiro de 1919. Os primeiros voos comerciais do J.II foram com o cockpit aberto, mas versões posteriores possuíam cockpits fechados para dois passageiros.

## Variantes
- J.I

Uma versão blindada do AEG C.IV com duas metralhadoras apontadas para o solo no piso do cockpit traseiro.
- J.Ia

Versão que implementou ailerons nas asas inferiores em adição às superiores para melhor controlabilidade.
- J.II

Estruturalmente similar as sucessores mas com aerodinâmica de ailerons balanceada e re-alocação dos montantes dos ailerons.

## Operadores
- Alemanha
  - Luftstreitkräfte
  - Deutsche Luft-Reederei